# Free jazz europeo

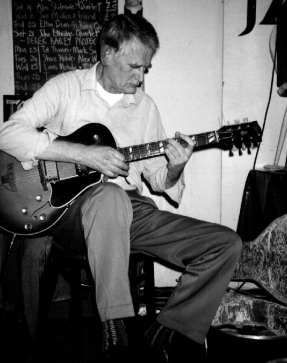
Derek Bailey

Il free jazz europeo fa parte della scena del free jazz globale con il proprio sviluppo e le sue caratteristiche. È difficile stabilire chi siano i fondatori del free jazz europeo a causa dei diversi sviluppi nei diversi paesi europei. Si può tuttavia essere certi che il free jazz europeo ha tratto il suo sviluppo dal free jazz americano, dove musicisti come Ornette Coleman hanno rivoluzionato il modo di suonare.

## L'origine americana
Il free jazz prende il nome dall'album Free Jazz (Atlantic, 1961) di Ornette Coleman per descrivere il jazz d'avanguardia americano degli anni '60. Oltre ad "avanguardia", è stato chiamato "la New Wave", "la cosa nuova", "action jazz" e in Europa "musica improvvisata". I tedeschi suonavano una forma di free jazz che aveva qualcosa in comune con la musica aleatoria di Bernd Alois Zimmermann ed era eseguita da Derek Bailey, Joachim Kuhn, Albert Mangelsdorff, Manfred Schoof, John Surman e Alexander von Schlippenbach.
Il free jazz era impopolare e non si vendeva bene. Era visto come una reazione musicale, politica e sociale alla struttura del jazz e della società americana dell'epoca. "Per alcuni interpreti lo stile era vagamente legato al movimento Potere nero negli Stati Uniti, in parte a causa della visione politica radicale di alcuni dei suoi praticanti e sostenitori: ad esempio, Archie Shepp e Leroi Jones, in seguito conosciuto come Amiri Baraka, e in parte a causa alla natura esplosiva ed espressionistica della musica stessa", A causa dello scarso successo commerciale della musica free jazz e delle questioni razziali, come il movimento per i diritti civili, molti musicisti free jazz americani iniziarono a girare il continente europeo, suonando e diffondendo il loro nuovo stile d'avanguardia in tutta Europa. Musicisti jazz come Ornette Coleman, Albert Ayler, Don Cherry, Bud Powell, Don Byas hanno viaggiato e suonato in tutta Europa. In contrasto con la mancanza di successo commerciale in America, molti musicisti free jazz americani hanno sperimentato sia il successo commerciale che l'accettazione in Europa, portando a tournée in Europa e residenze prolungate". Un certo numero di musicisti jazz emigrarono in altre parti del mondo, dove ricevettero una risposta opposta, essendo considerati la massima espressione dell'alta cultura. Molti di loro rimasero così in esilio e dopo le guerre mondiali ottennero un successo senza precedenti in Francia, Germania, Giappone, Scandinavia e Paesi Bassi".
Sebbene gran parte del pubblico americano credesse che questa musica fosse priva di struttura, provocatoria e ridicola, alcuni ascoltatori europei apprezzarono la "musica dissonante e apparentemente caotica". "Molti europei consideravano il free jazz come il descrittore più utilizzato dai media su entrambe le sponde dell'Atlantico per un movimento musicale che si accendeva come una fiammata nelle comunità jazz afro-americane... e dell'Europa occidentale. Il contesto sociale in entrambi i casi includeva una reazione dei musicisti contro una cultura jazz tradizionale che sentivano collusa con un'egemonia occidentale oppressiva che era intrinsecamente razzista, storicamente imperialista e sfruttatrice, venalmente decadente e feroce quando il suo potere veniva sfidato". In parte a causa della natura provocatoria della musica e della libertà che concedeva sia al musicista che all'ascoltatore, molti europei associarono la reazione negativa nei confronti della società americana trasmessa dal free jazz con la controcultura e i movimenti antimperialisti in Europa alla fine degli anni '60.

## L'accettazione europea
Contrariamente alla reazione sociale ricevuta dalla musica free jazz negli Stati Uniti, molti europei (musicisti, critici e giovani) si identificavano con questo stile musicale. Mentre molti afro-americani associavano questo stile avanguardistico al Movimento per i Diritti Civili in America, molti europei negli anni '60, specialmente studenti universitari, associavano questo stile di musica ai movimenti anticolonialisti che si verificavano in tutta Europa nello stesso periodo.
Mentre i musicisti free jazz americani continuavano a suonare in tutta Europa, anche il genere free jazz e i movimenti culturali in Europa ad esso associati iniziarono a diffondersi, influenzando molti musicisti jazz europei a imitare lo stile di suonare d'avanguardia e ad adottare le sue tecniche, per creare il proprio suono individuale. "Riflettendo i loro diversi background, questi musicisti spesso fondono la narrazione personale che ricorda una prospettiva afrologica con alcune immagini sonore caratteristiche delle forme europee che abbracciano diversi secoli".

## Lo sviluppo europeo del free jazz

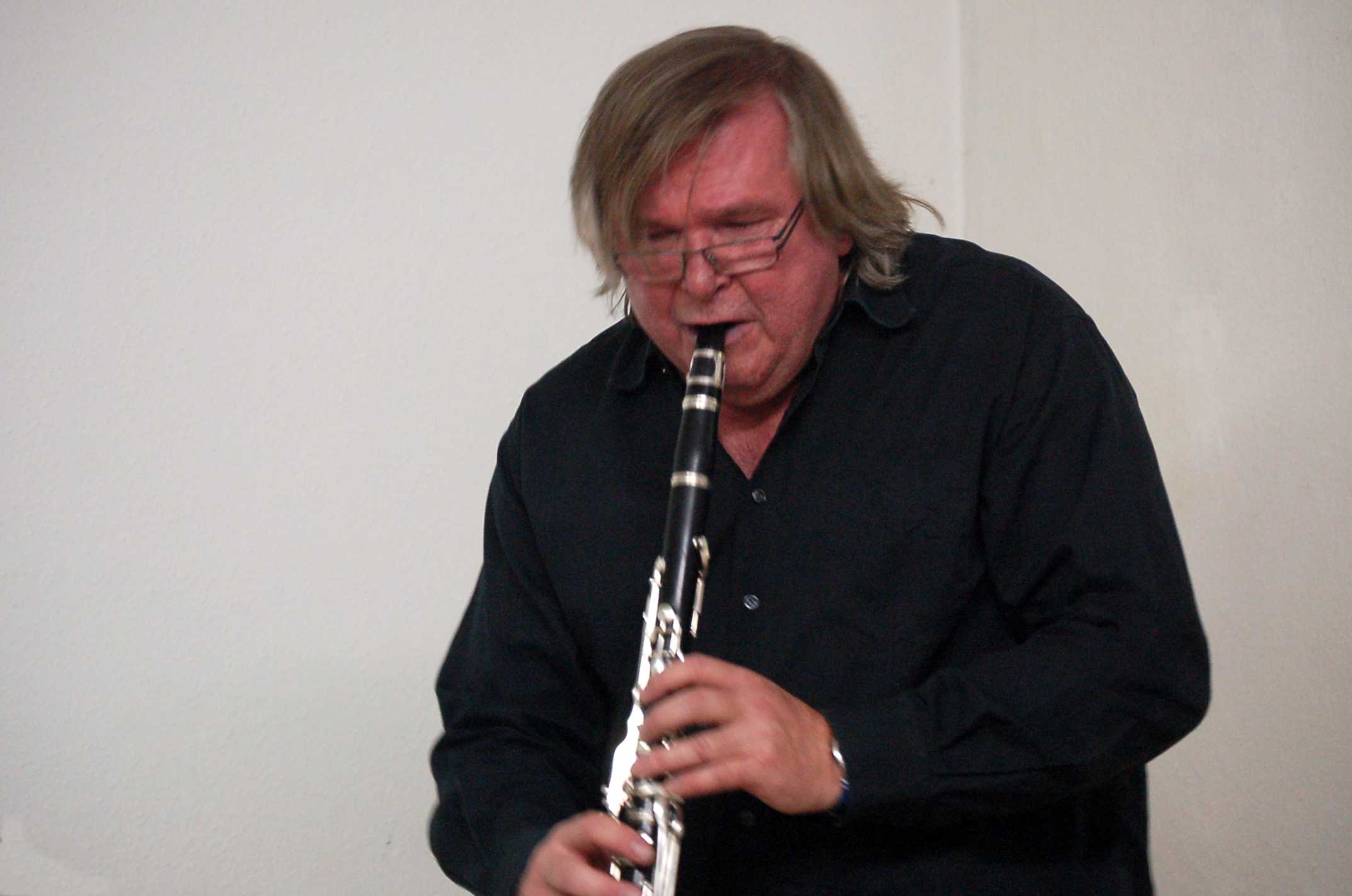
Theo Jörgensmann, 2009

L'introduzione di questo nuovo stile d'avanguardia influenzò molti musicisti jazz europei come il sassofonista tedesco Peter Brötzmann, conosciuto come uno dei primi musicisti free jazz europei. I fondatori del free jazz europeo provenivano solitamente da un background jazz classico e poi andavano oltre il bebop e l'hard bop al free jazz. Brötzmann iniziò a suonare free jazz nel 1964 e formò un quintetto con Peter Kowald e Sven-Åke Johansson. L'anno successivo fece una tournée in Europa in un quintetto guidato da Mike Mantler e Carla Bley, e iniziarono una collaborazione con la Globe Unity Orchestra che durò fino al 1981.
Brötzmann è rinomato per il suo modo di suonare veloce e nervoso, anche se le armonie nel suo modo di suonare sono spesso trascurate. Il suo collaboratore Peter Kowald ha interpretato il free jazz al contrabbasso. Kowald ha contribuito alla creazione di organizzazioni come 'FMP (1969), che sponsorizza spettacoli e pubblica registrazioni di free jazz, il Wuppertal Free Jazz Workshop e e il 360° Spielraum für Ideen, una galleria d'arte e uno spazio per le performance a Wuppertal".
Anche il trombonista Albert Mangelsdorff, pur provenendo da un background più classico, ebbe una grande influenza. Ha effettuato tournée in Asia, Stati Uniti e Sud America ed è stato uno dei "migliori trombonisti del jazz moderno".
La Globe Unity Orchestra di Alexander von Schlippenbach fece scandalo al suo debutto a Berlino. In Germania alcuni musicisti free jazz della seconda generazione provenivano da un background musicale più europeo, come Georg Gräwe, Theo Jörgensmann o Hannes Bauer. Nella Germania dell’Est il trombonista Conny Bauer e il batterista Günter Sommer diffusero il free jazz nel blocco socialista. Bauer "formò i Doppelmoppel, un quartetto di due tromboni e due chitarre" e nel 1982 e partecipò all'European Jazz Ensemble che celebrò il suo tour del 20º anniversario nel 1996. Nel Regno Unito il sassofonista Evan Parker, fortemente influenzato da John Coltrane, ha assunto il ruolo di Brötzmann per la Gran Bretagna. Anche il chitarrista Derek Bailey e il trombonista Paul Rutherford svilupparono la scena britannica. Sia Paul Rutherford che Evan Parker sperimentarono l'improvvisazione solista per lunghi periodi della loro carriera. Slava/Viacheslav/Ganelin, dalla Lituania sovietica, uscì alla grande alla fine degli anni '70, suonando con Vladimir Chekasin e il percussionista Vladimir Tarasov. Leo Feigin della Leo Records produsse dozzine dei loro album, così come altri musicisti del blocco orientale.
Oltre all'ascesa dei musicisti free jazz in Europa, durante gli anni '60 ci fu un'improvvisa ondata di interesse critico...l'emergere di una nuova coorte di critici - giovani intellettuali come Yves Buin, Michel Le Bris, Guy Kopelowicz e Jean-Louis Comolli, che sostenne la causa del jazz sperimentale. Durante questo periodo, il free jazz si basò meno sulle sue origini americane e divenne più europeo. Attraverso l'uso dell'improvvisazione spontanea, teoricamente libera dai sistemi diatonici/cromatici e metrici che governano l'armonia, la melodia e il ritmo sia del pre-free jazz che di altra musica occidentale, i musicisti free jazz europei hanno creato interpretazioni basate sulla loro esperienza nell'Europa occidentale. In Europa questo stile di musica raggiunse il relativo livello di successo di cui godono il 'bop', il 'primo jazz' e lo 'swing' in America durante i rispettivi periodi musicali. Secondo Oxford Music Online, In Europa (soprattutto in Inghilterra) il free jazz è conosciuto anche semplicemente come 'musica improvvisata', in particolare nelle performance che enfatizzano le connessioni stilistiche con la musica artistica d'avanguardia piuttosto che con i suoni di origine afro-americana.

## Il free jazz come forma d'arte in Europa
Man mano che il free jazz, o 'musica improvvisata', cresceva e si sviluppava come genere musicale popolare in Europa, crescevano anche i suoi sostenitori, sia occasionali che accademici. Sebbene in Europa sia sempre esistita una stretta associazione tra il free jazz e i conflitti politici e sociali, molti sostenitori del genere iniziarono a spingere per depoliticizzare la musica, esortando gli ascoltatori a considerare il free jazz come una forma d’arte piuttosto che semplicemente una dichiarazione provocatoria sulla società in difficoltà priva di qualsiasi musicalità reale. Molti ascoltatori dell'epoca credevano che il free jazz fosse un fenomeno tanto politico quanto musicale. Durante questo periodo, si temeva che se il free jazz fosse stato considerato solo come un meccanismo di commento politico, avrebbe perso la sua validità come forma d'arte o, nel peggiore dei casi, sarebbe stato soggetto a censura da parte dei governi europei. A causa di questa possibilità, ci fu un'ondata nella comunità del free jazz a dissociare la parola 'libero' dall'ambiente politico a cui è così comunemente associata. Oltre alla depoliticizzazione di questo genere musicale, altri critici sostenevano che se d'ora in poi il jazz dovesse essere valutato in base alla sua capacità di rivelare qualcosa delle condizioni sociali in cui è stato prodotto o delle convinzioni politiche abbracciate dai suoi produttori, allora la sua la rilevanza per coloro che sono al di fuori della particolare comunità da cui proviene sarebbe limitata. In altre parole, associando il jazz o il free jazz solo a una particolare ideologia o processo di pensiero, in effetti solo coloro che hanno un processo di pensiero simile possono comprenderlo o apprezzarlo pienamente. Piuttosto, se il genere free jazz fosse dissociato dall’idea che è semplicemente un veicolo di commento politico, e fosse invece visto oggettivamente come una forma d’arte, non solo sarebbe accessibile a un pubblico più vasto, ma permetterebbe di essere giudicata come un'arte piuttosto che la dichiarazione politica che potrebbe o non potrebbe tentare di fare.

## Conseguenze del free jazz
Dopo la popolarità della fine degli anni '60 e '70 in Europa, la musica improvvisata iniziò a influenzare e ad essere influenzata da altri generi musicali. Negli Stati Uniti, in Europa e nel resto del mondo, i musicisti continuarono a suonare musica improvvisata, ma cercarono ispirazione anche in altri generi. Questo termine 'musica improvvisata' può, ovviamente, essere usato nel senso comune del dizionario, ed è particolarmente utile in riferimento all'eclettismo di genere che ha caratterizzato gran parte della produzione musicale dagli anni '80 in poi, poiché i musicisti attingono liberamente da, oppure fondere insieme, non solo il jazz e la musica d'arte contemporanea, ma anche aspetti di varie musiche popolari tradizionali (blues, rock, soul, pop), heavy metal e world music (tradizioni etniche).